# Pereszteg
Pereszteg ist eine ungarische Gemeinde im Kreis Sopron im Komitat Győr-Moson-Sopron. Zur Gemeinde gehört der Ortsteil Sopronszécseny.

## Geografische Lage
Pereszteg liegt 68 Kilometer südwestlich des Komitatssitzes Győr und 15 Kilometer südöstlich der Kreisstadt Sopron, an dem Fluss Ikva. Nachbargemeinden sind Hidegség, Fertőhomok, Pinnye, Nagylózs, Sopronkövesd und Nagycenk. Im südwestlichen Teil grenzt die Gemeinde an Österreich.

## Geschichte
Der Ort wurde erstmals 1291 urkundlich erwähnt. Im Jahr 1913 gab es in der damaligen Kleingemeinde 181 Häuser und 1115 Einwohner auf einer Fläche von 3349 Katastraljochen. Sie gehörte zu dieser Zeit zum Bezirk Sopron im Komitat Sopron. 1950 wurde die zuvor eigenständige Kleingemeinde Sopronszécseny mit Pereszteg vereint.

## Sehenswürdigkeiten
- 1848er-Denkmal
- Mariensäule
- Nepomuki-Szent-János-Statue, aus dem Jahr 1780
- Römisch-katholische Kirche Szent Miklós, erbaut 1806 im spätbarocken Stil
- Römisch-katholische Kirche Szent Vid, erbaut 1862
- Säule der drei Schutzheiligen, aus dem 18. Jahrhundert
- Szentháromság-Säule aus dem Jahr 1783

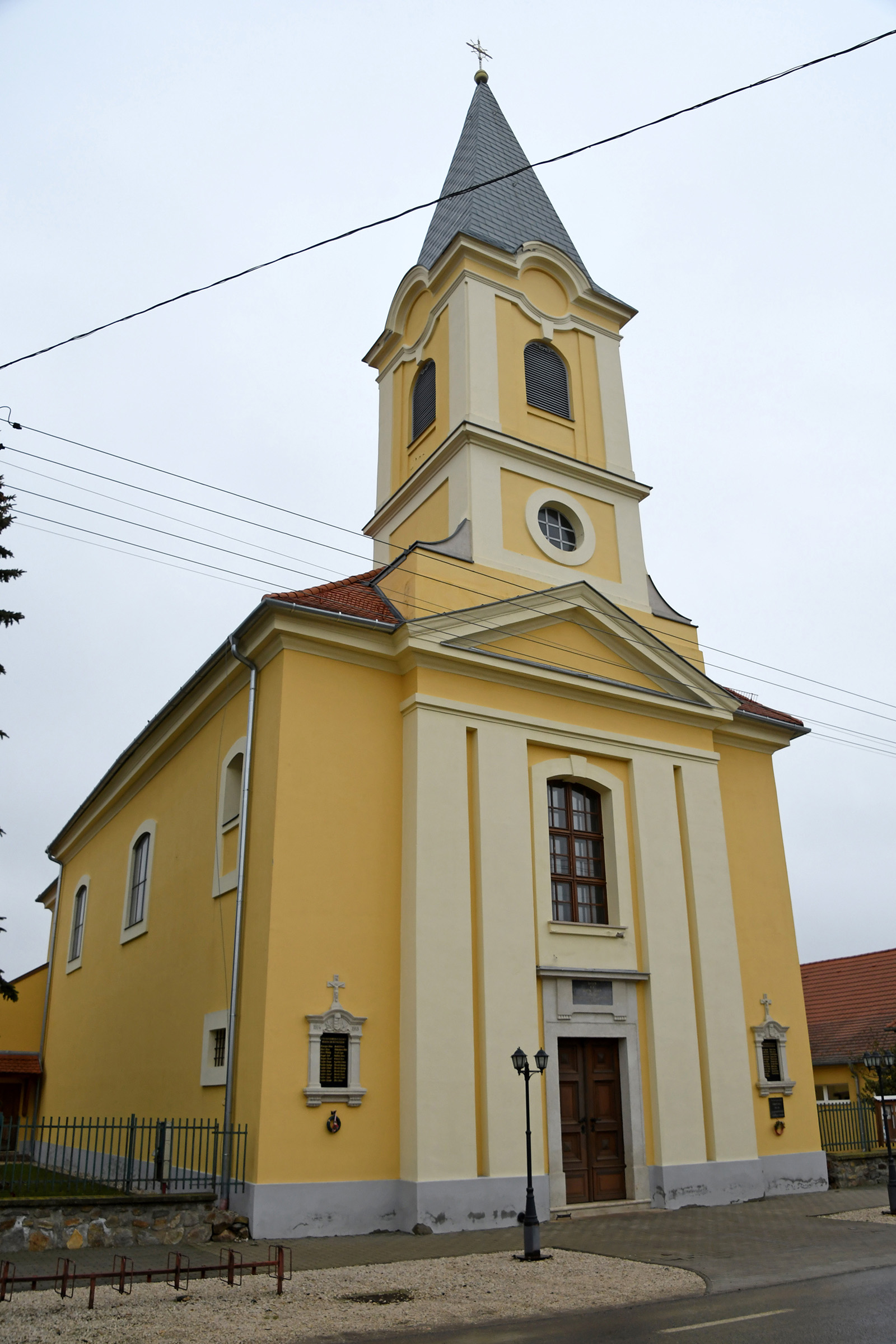
Römisch-katholische Kirche Szent Miklós
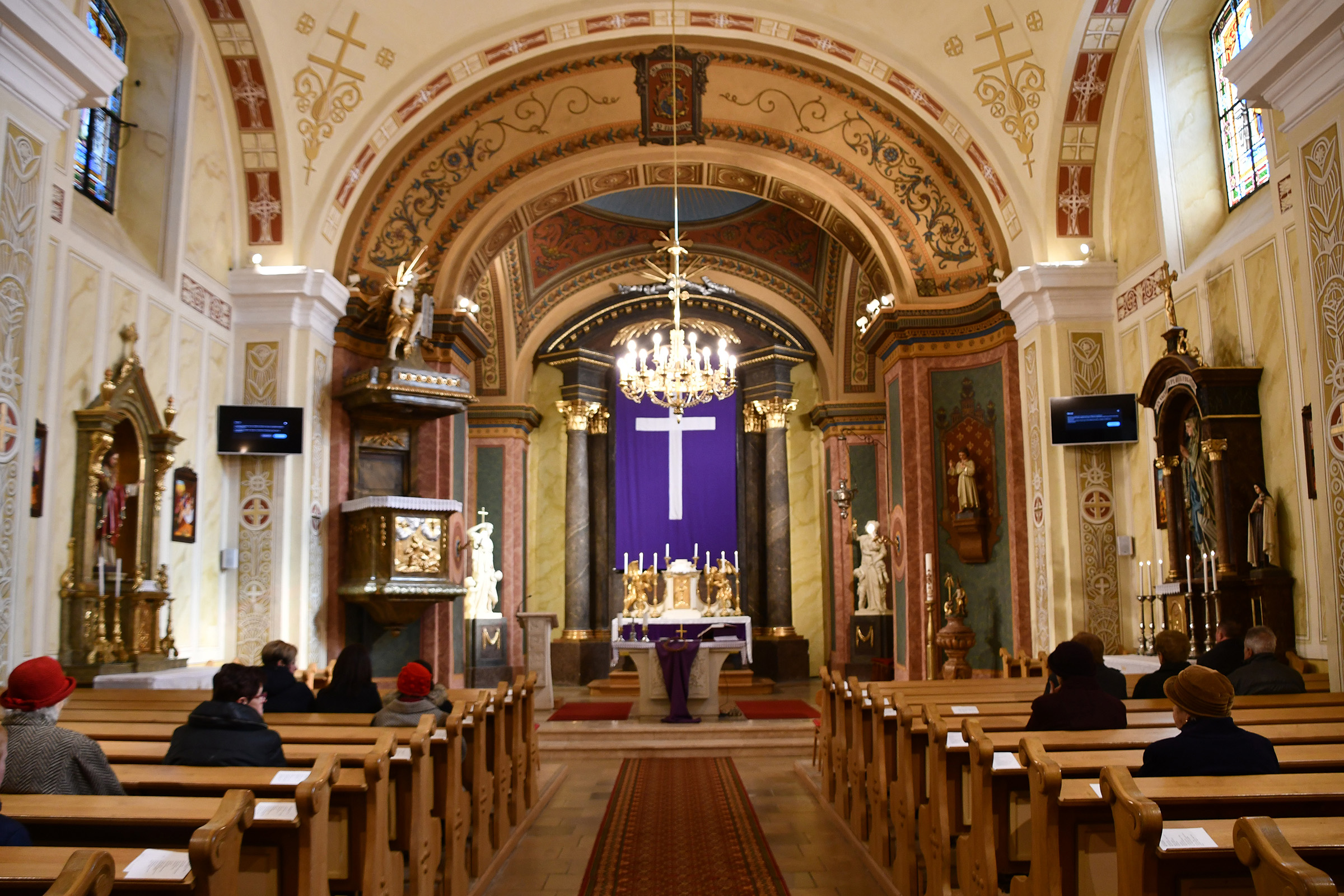
Innenraum der Kirche
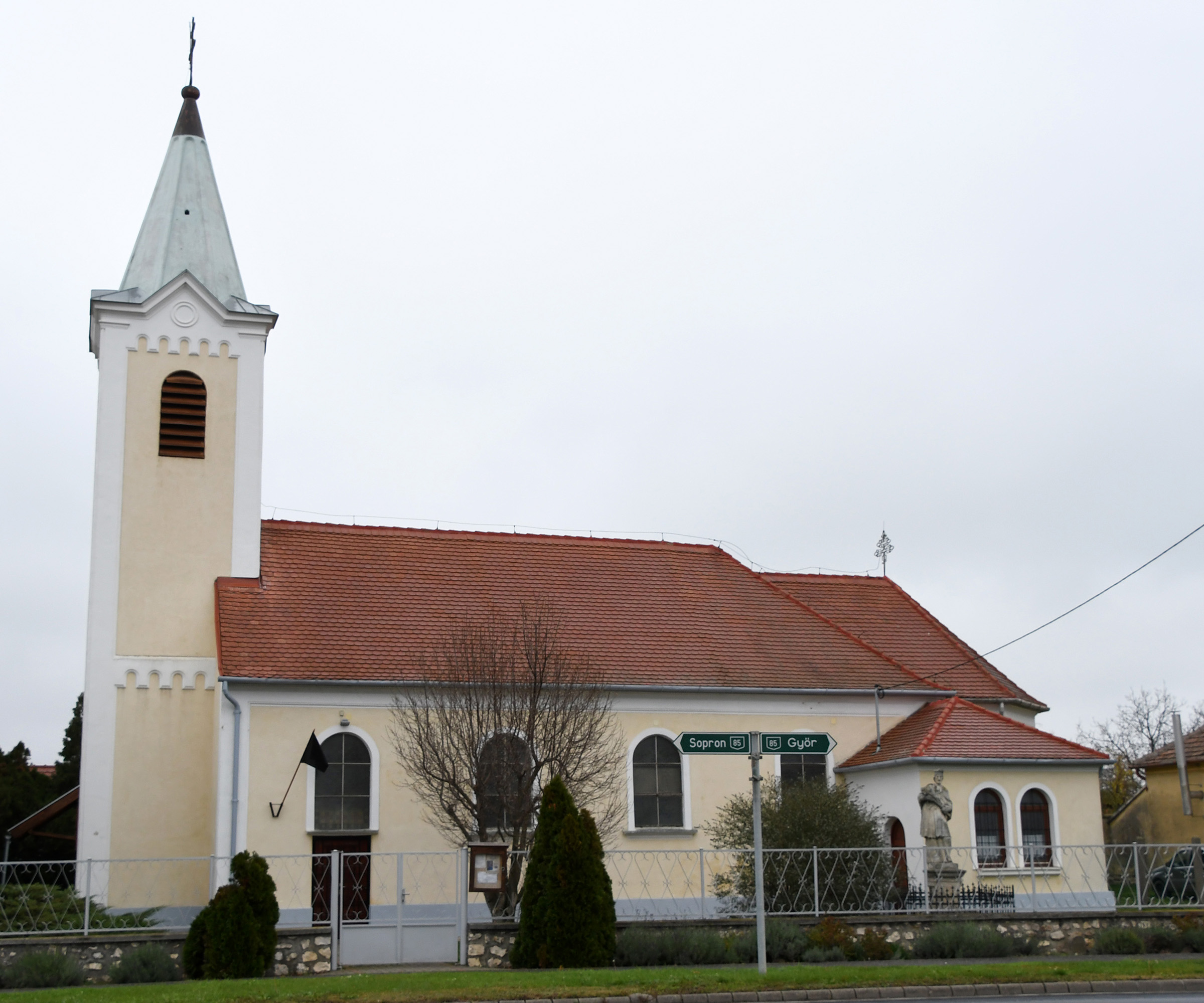
Römisch-katholische Kirche Szent Vid, im Ortsteil Sopronszécsényi
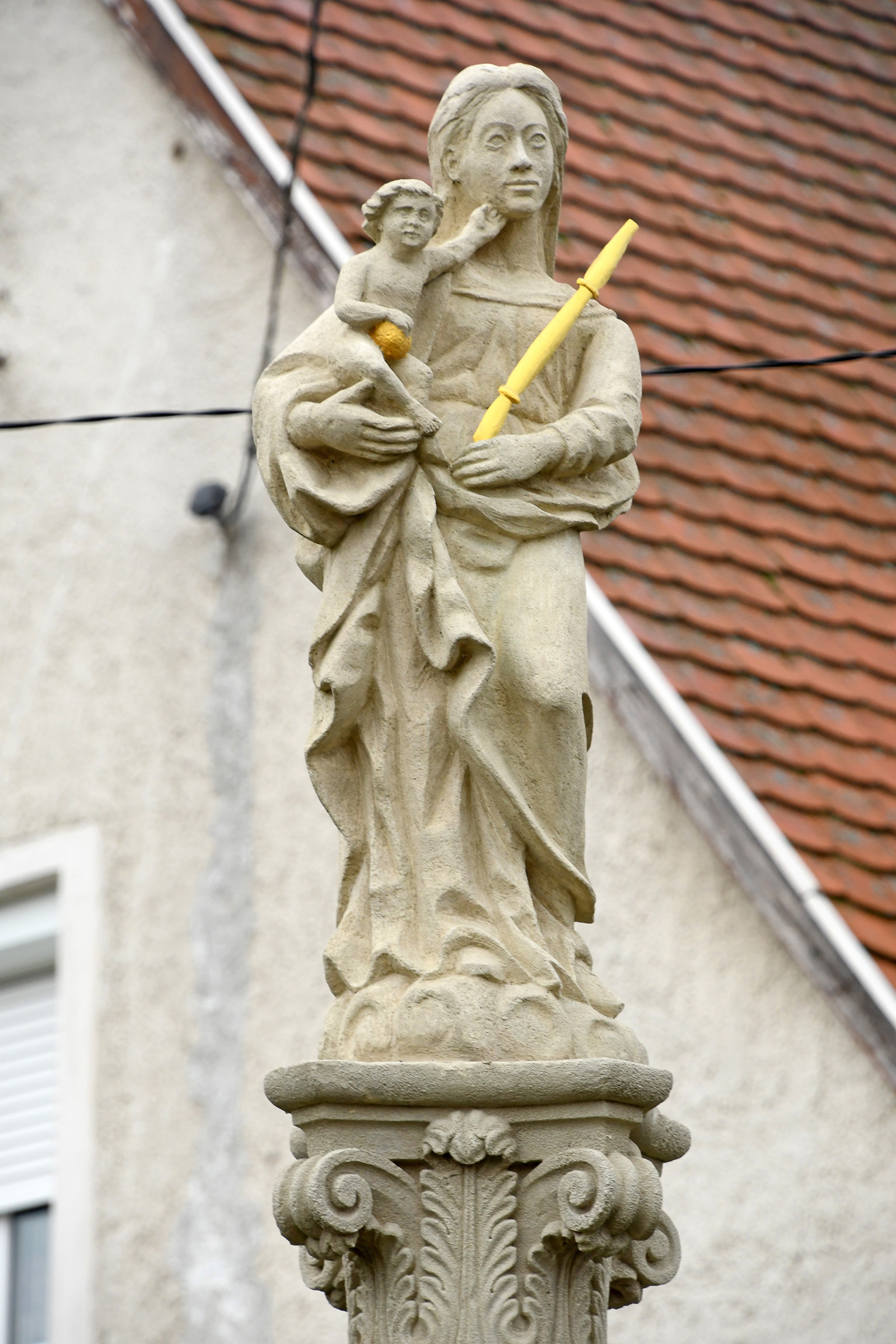
Mariensäule
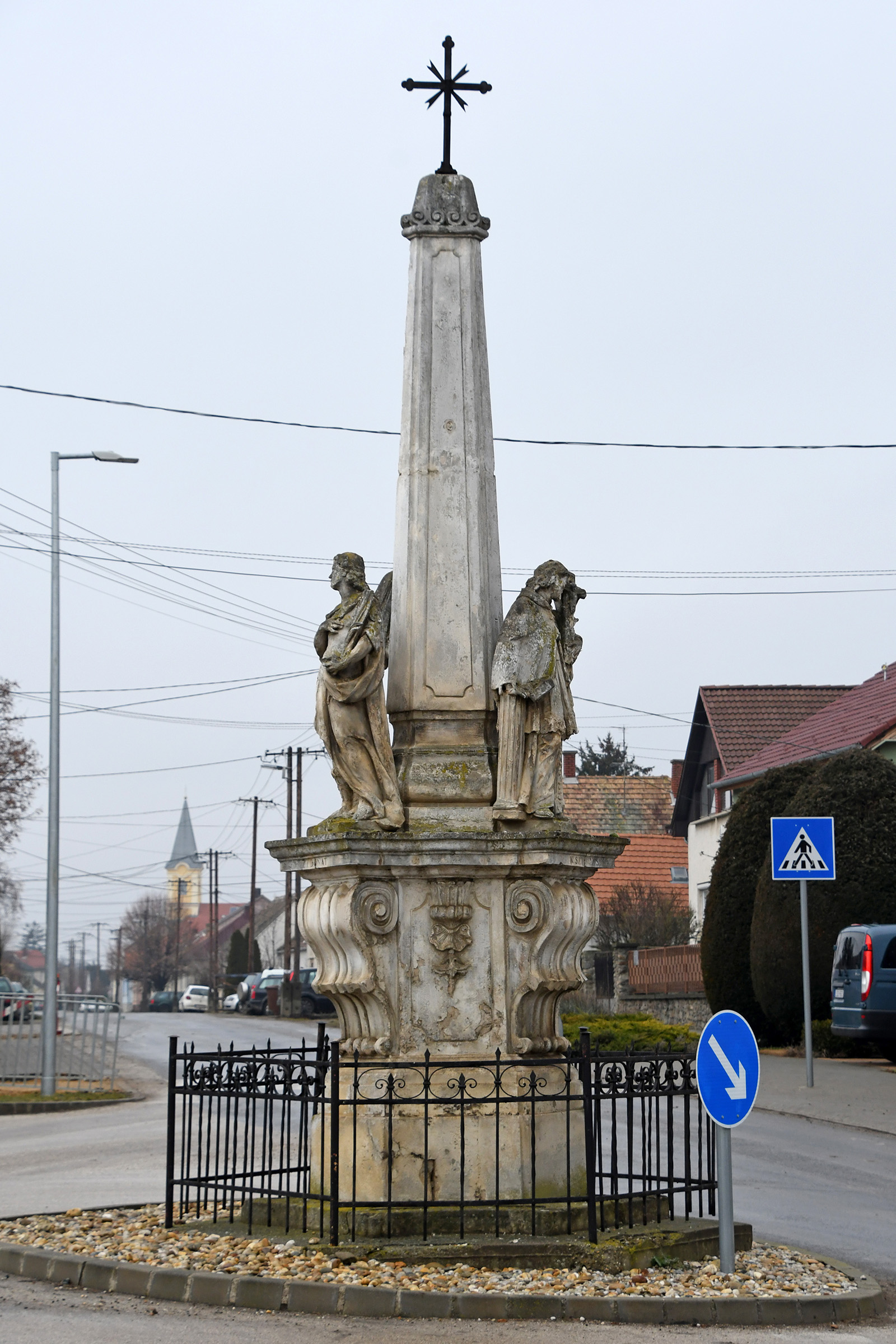
Säule der drei Schutzheiligen

## Verkehr
Durch Pereszteg verläuft die Landstraße Nr. 8629 und durch den Ortsteil Sopronszécsényi die Hauptstraße Nr. 85. Es bestehen Busverbindungen nach Sopron sowie über Kapuvár und Csorna nach Győr. Der nächstgelegene Bahnhof befindet sich gut 3 Kilometer nordöstlich in Pinnye.